# Ermida de São Brás (Herdade da Fainha)
A Ermida de São Brás localiza-se na Herdade da Fainha, sensivelmente a leste e a três quilómetros de Évora Monte, município de Estremoz, distrito de Évora, no Alentejo, em Portugal.

## História
A ermida encontra-se em um local com vestígios de presença humana desde o Paleolítico Superior.
A sua construção, datada do século XIII, é atribuída aos cavaleiros da Ordem dos Templários. Ao longo dos séculos terá sido alvo de várias reconstruções e alterações da sua estrutura, nomeadamente durante o século XV, e no século XVI, por volta de 1531 devido a um terramoto.
Em 1819 a ermida foi escolhida para ser o lazareto da vila devido a uma peste que alastrava em Espanha.
Em 1907 foi alvo de obras que a descaracterizaram fortemente relativamente ao seu traçado original.

## Características
No alçado posterior desta ermida podemos encontrar duas jóias arquitectónicas: duas torres de estilo mudéjar/Manuelino. A torre que se encontra à direita encontra-se erigida sob o antigo contraforte medieval.